# Tavernole sul Mella
Tavernole sul Mella (Taèrnole in dialetto bresciano) è un comune italiano di 1 206 abitanti della provincia di Brescia in Lombardia, nell'alta Val Trompia.

## Geografia fisica
Il comune si trova in Val Trompia, a nord di Brescia, e, oltre a sé stessa, ha altre due frazioni:
1. Cimmo: a ovest di Tavernole, facilmente raggiungibile da esso
2. Pezzoro: a nord-ovest di Tavernole, a 911 m di altitudine, si raggiunge da Lavone (Pezzaze), perché si trova dalla parte opposta del monte Pergua, montagna che separa le due frazioni.

## Storia
Tavernole, ha una lunghissima storia, già nel XII esistono tracce della sua esistenza, quando (allora era conosciuto come comune di Cimmo) collabora alla costruzione della pieve di Bovegno. Gli statuti medievali di Cimmo sono fra i più antichi della valle e risalgono al 1372 quando l'arciprete di Inzino, ma nativo di Cimmo, don Bernardino de Caciis si incarica della loro redazione.
Nel 1426 passa sotto il controllo della Serenissima, durante tutti i secoli della dominazione veneta, a Tavernole, nella casa Fontana si riuniva il "Consiglio generale di valle" organo fondamentale nella gestione della vita valligiana.
Nel 1850 una piena del Mella devasta la valle. A Tavernole furono distrutti mulini e fucine e danneggiato il celebre forno fusorio.
Nel 1826 viene fondata la prima scuola femminile di Cimmo.
A partire dal 1899, su disegno dell'arch. Carlo Melchiotti, viene edificata la chiesa dei Santi Filippo e Giacomo.
Il 2 agosto 1909 la linea tranviaria per Brescia arriva fino a Tavernole, dopo 10 anni dall'inizio dei lavori.
Il comune prese il nome di Tavernole-Cimmo nel 1927 quando vennero aggregati Pezzoro, Cimmo e Marmentino. Quest'ultimo tornò autonomo nel 1955 e il nome diventò l'attuale Tavernole sul Mella.
Nell'ottobre del 1929 viene inaugurato il campo sportivo, sorto in località Poia con il nome di "Campo Sportivo Littorio", ripristinato nel 1947 e poi gradatamente abbandonato a partire dal 1953.

### Simboli
(D.P.R. del 7 agosto 1992)
Il gonfalone è un drappo partito di azzurro e di rosso.

## Monumenti e luoghi d'interesse
- Chiesa dei Santi Filippo e Giacomo, costruita tra il 1899 e il 1901.
- Chiesa di San Filiastro di età medievale, racchiude pregevoli pitture quattrocentesche.

Oltre al luogo di culto sorge anche in paese un antico forno fusorio, uno dei pochi rimasti in Europa, risalenti a quel periodo. Tale forno è stato da non molti anni rimesso in condizioni e ristrutturato ed è aperto alle visite.

## Società

### Evoluzione demografica
Abitanti censiti

| Periodo                       | Primo cittadino  | Partito                         |
| ----------------------------- | ---------------- | ------------------------------- |
| 13 giugno 1999-07 giugno 2009 | Pittaluga Sandro | lista civica di centro          |
| 07 giugno 2009-25 maggio 2014 | Porteri Andrea   | lista civica di centro-destra   |
| 25 maggio 2014-in carica      | Ferri Gerardo    | lista civica di centro-sinistra |

## Infrastrutture e trasporti

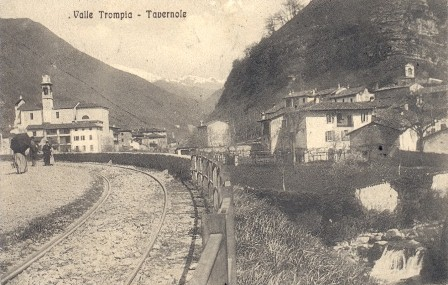
Primo piano della tranvia a Tavernole

Il comune di Tavernole sul Mella è servito dalla ex strada statale 345 delle Tre Valli.
Fra il 1910 e il 1934 Tavernole sul Mella rappresentò il capolinea settentrionale della tranvia della Val Trompia.